# Cubel
Cubel es un municipio y localidad española de la provincia de Zaragoza, en la comunidad autónoma de Aragón. El término municipal, ubicado en la comarca del Campo de Daroca, tiene una población de 143 habitantes (INE 2024).

## Geografía
Es el municipio más alto de la provincia, situado al pie de la sierra de Santa Cruz del Sistema Ibérico. Pertenece a la comarca del Campo de Daroca. Su término municipal tiene una extensión de 58'6 km² y en él, a 2 km del pueblo, se encuadra la laguna de Guialguerrero. Dista 112 km de Zaragoza y 24 km de Daroca y se encuentra cerca del límite provincial de Guadalajara. Limita con Atea (noreste), Orcajo (noreste), Used (9 km, sureste), Torralba de los Frailes (8 km, sur), Aldehuela de Liestos (7 km, suroeste), Abanto (7 km, noroeste) y Pardos (pueblo abandonado, 5 km). Eclesiásticamente está incluido en el arciprestazgo del Alto Jalón.
El clima es de tipo mediterráneo continental, de escasa pluviosidad (la media anual es de 480 mm) y fuertes contrastes de temperatura entre estaciones.

## Historia
Hacia mediados del siglo XIX, el lugar tenía contabilizada una población de 240 habitantes. Aparece descrito en el séptimo volumen del Diccionario geográfico-estadístico-histórico de España y sus posesiones de Ultramar de Pascual Madoz de la siguiente manera:

CUBEL: l. con ayunt. en la prov., aud. terr. y c. g. de Zaragoza (18 leg.), dióc. de Tarazona (18), part. jud. y adm. de rent. de Daroca (5): sit. en una altura; combatido por el viento N.; disfruta de un clima saludable aunque frio. Tiene 64 casas, consistorial y escuela de instruccion primaria, concurrida por 40 alumnos, y dotada con 700 rs.; igl. parr. (Ntra. Sra. de la Asuncion); á 200 pasos de la pobl. se encuentra la capilla del Santismo Cristo del Valle de Tembleque; á 800 la llamada Ntra. Sra. de Guia, á cuya inmediacion hay una laguna de 3,000 varas de circunferencia. Confina el térm. por N. con Abanto (2 leg.); E. Atea (1); S. Vial (1), y O. Aldehuela. El terreno es de mediana calidad, fertilizado por las aguas del r. Ortiz que tiene su origen en las partidas del térm. llamado el Val y las Ombrias, desagua en el r. Piedra; tiene en su radio dos montes poblados de árboles de diferentes clases, el uno al E. del pueblo, y al O. el otro; emanan de los mismos 12 fuentes; cruza el térm. la carretera de Teruel á Soria, los demas caminos son locales. El correo lo recibe de Daroca por baligero. prod.: cereales; cria ganado lanar, cabrio y vacuno; caza de perdices, liebres y conejos en abundancia; pesca de tencas. comercio: esportacion de granos y ganados. pobl.: 51 vec., 240 almas. cap. imp.: 1.146,431 rs. vn. contr.: 13,818 reales.
(Madoz, 1847, p. 193)

## Demografía
Cubel cuenta con una población de 143 habitantes (INE 2024).
| Gráfica de evolución demográfica de Cubel entre 1842 y 2021                                                         |
| |
| Población de derecho según los censos de población del INE Población de hecho según los censos de población del INE |

La población de Cubel fue disminuyendo en la segunda mitad del siglo XX debido a la emigración. En 1900 contaba con 493 habitantes, en 1910 con 601, en 1920 con 631, en 1930 con 661, en 1940 con 711, en 1950 con 726, en 1960 con 502, en 1970 con 332, en 1978 con 342, en 1991 con 243, en 1996 249 y en el año 2000 aproximadamente 270.

## Administración y política
| Período   | Alcalde                 | Partido |  |
| --------- | ----------------------- | ------- |  |
| 1979-1983 | Eduardo Tornos Pérez    | UCD     |  |
| 1983-1987 |                         |         |  |
| 1987-1991 |                         |         |  |
| 1991-1995 |                         |         |  |
| 1995-1999 |                         |         |  |
| 1999-2003 |                         |         |  |
| 2003-2007 |                         |         |  |
| 2007-2011 |                         |         |  |
| 2011-2015 | Ángel Tornos Baquedano  | PAR     |  |
| 2015-2019 | Miguel Ángel León Aldea | PAR     |  |

| Partido político    | Partido político                                   | 2003   | 2007   | 2011   | 2015   |
| Partido político    | Partido político                                   | Ediles | Ediles | Ediles | Ediles |
|                     | Partido Aragonés (PAR)                             | 5      | —      | 2      | 3      |
|                     | Partido Popular de Aragón (PP)                     | —      | —      | 1      | 2      |
|                     | Partido de los Socialistas de Aragón (PSOE-Aragón) | —      | 5      | 2      | —      |
|                     | Chunta Aragonesista (CHA)                          | —      | —      | —      | —      |
| Total de concejales | Total de concejales                                | 5      | 5      | 5      | 5      |

## Símbolos
El 29 de agosto de 1996 la Diputación General de Aragón autorizó al pueblo a adoptar un escudo, que es:

cuadrilongo con base circular, cortado: En campo azur, castillo de oro, mazonado de sable, y aclarado de gules, sostenido por monte rocoso de plata, cortado por foso inundado, en azur, y superado de lucero de plata. En campo de oro, cuatro palos de gules. Bordura general de plata. Al timbre, Corona Real Abierta.

## Patrimonio arquitectónico

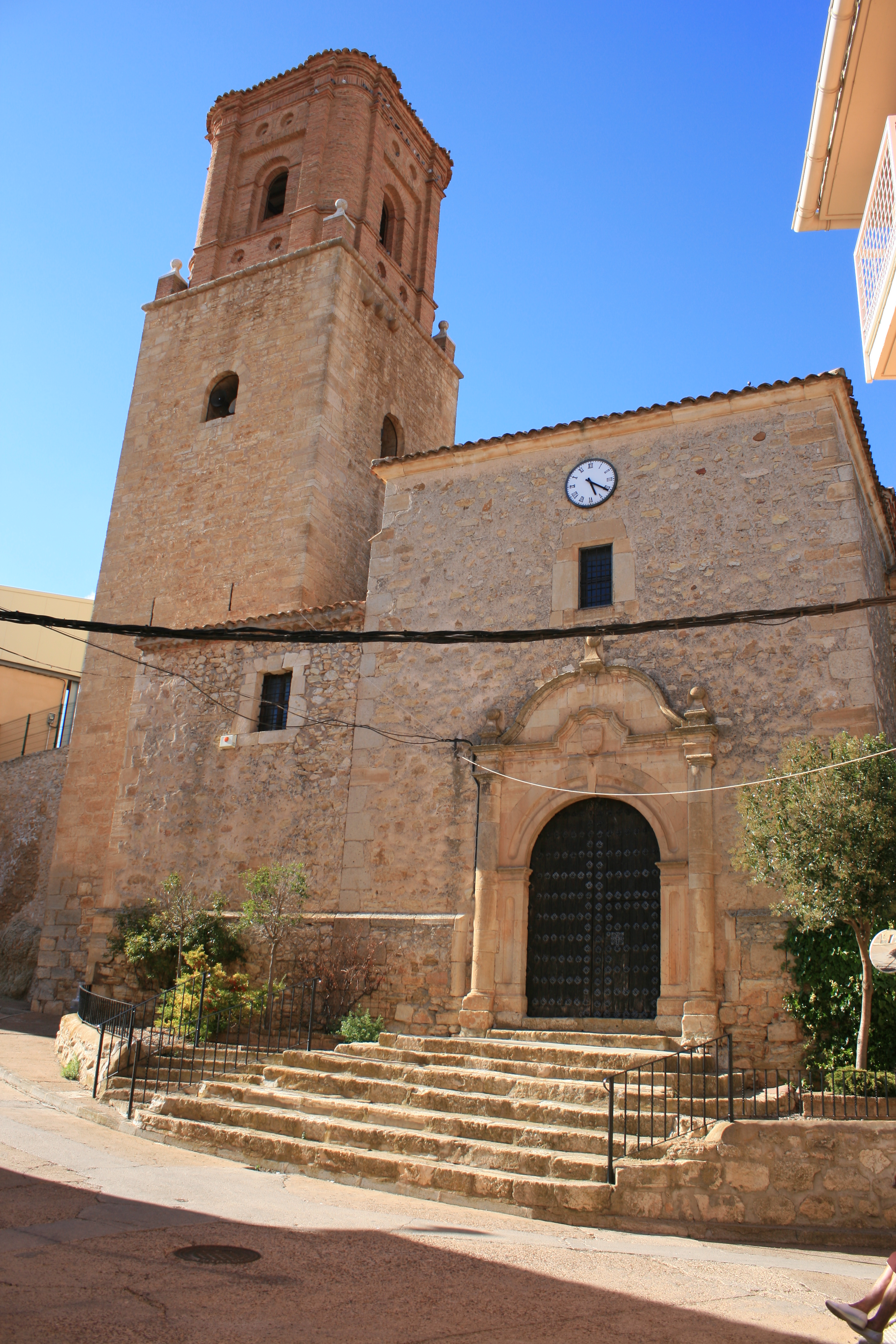
Iglesia de la Asunción, Cubel.

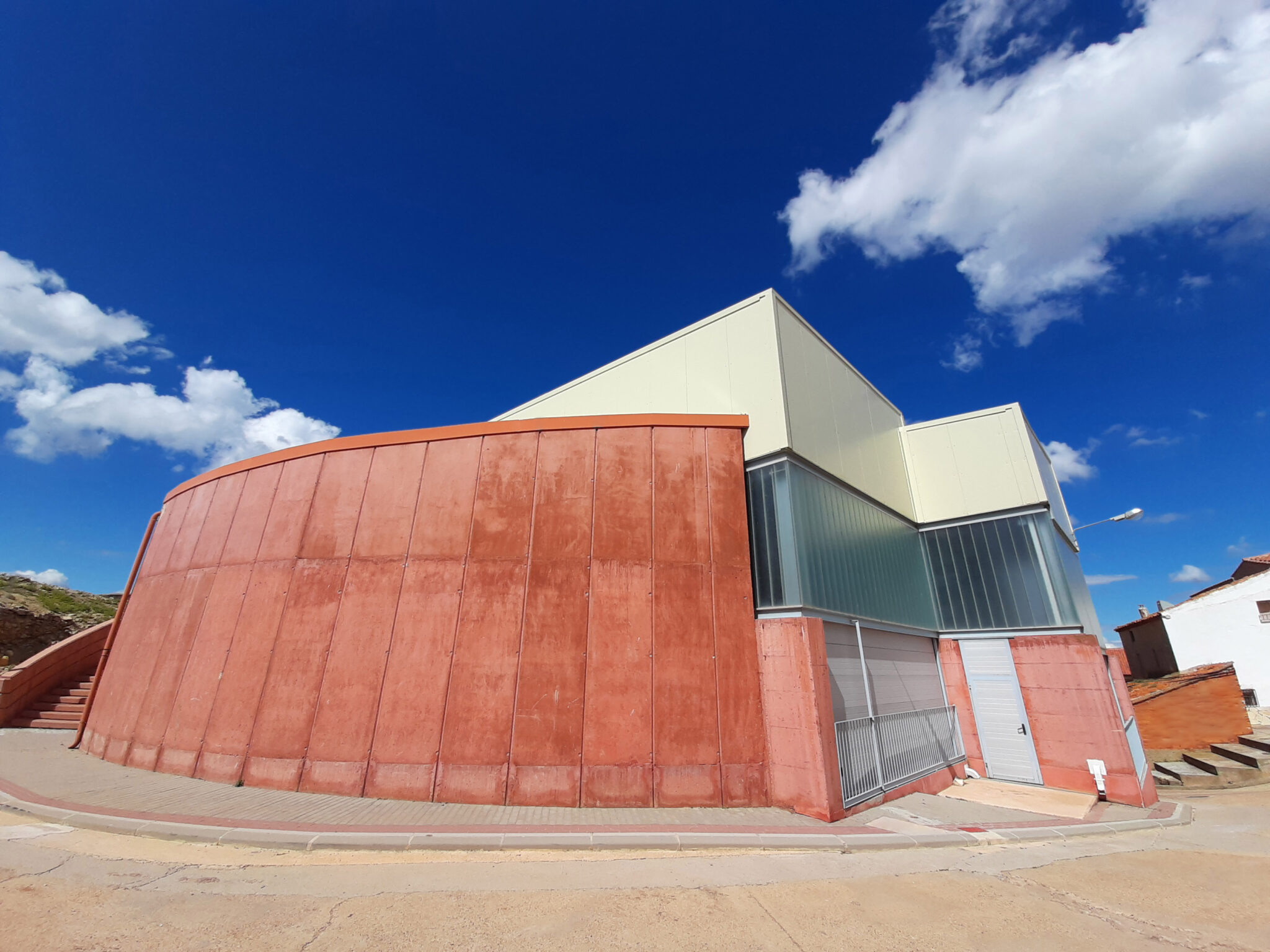
Pabellón municipal de Cubel

Su monumento más importante es la iglesia de Nuestra Señora de la Asunción. Tiene planta de cruz griega inscrita en un cuadrado y es de estilo barroco, pero su torre en la parte baja es del castillo, así como todo el perímetro que marca la plaza. Está encuadrada en el arciprestazgo del Alto Jalón.
Cubel cuenta además con la ermita de la Virgen de Guía al Guerrero, donde se conservan restos de un retablo del siglo XV.
El pabellón apuesta por una morfología extrovertida y formal a la vez fruto de la organización interior, los usos deportivos, lúdicos, culturales y recreativos, generan una geometría integrada en la trama urbana. El edificio mira al sur, dispone de un sistema de puertas seccionables que permiten la comunicación visual desde la plaza al interior del pabellón.

## Fiestas
Las fiestas son las de San José (19 de marzo) y la de la Virgen de Guía al Guerrero (tercer domingo de agosto).